# Patrick Jahns

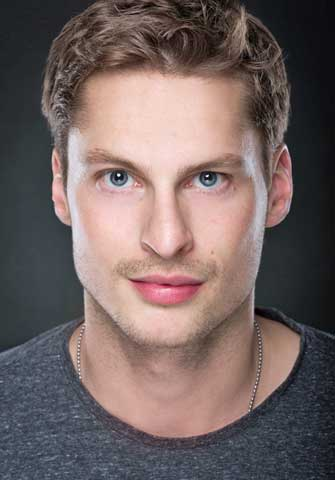
Patrick Jahns (2015)

Patrick Jahns (* 16. November 1984 in Spittal an der Drau in Kärnten, Österreich) ist ein österreichischer Schauspieler und Regisseur.

## Leben
Im Alter von fünf Jahren zog er mit seiner Mutter und seinem Stiefvater nach Berchtesgaden. Dort besuchte er die Grundschule „Bacheifeld“ und später das Europäische Gymnasium Berchtesgaden bis zur neunten Klasse. Anschließend wechselte er auf die Realschule in Königssee, die er mit der Mittleren Reife abschloss.
Er besuchte mit 17 Jahren die „Akademie für Darstellende Kunst“ in Regensburg, die er 2005 im Alter von 20 Jahren abschloss. Nach der Schauspielschule arbeitete er am Coccodrillo Theater Regensburg als Regieassistent und Schauspieler. 2006 folgte eine Regieassistenz am Stadttheater Ingolstadt bei der Produktion Ein Volksfeind unter der Regie von Pierre Walter Politz. Im gleichen Jahr führte er am Coccodrillo Theater Regensburg erstmals selbst Theaterregie bei Die Wanze von Paul Shipton.
Neben einigen Kurzfilmen spielte Jahns auch die Hauptrolle in der österreichischen Kinokomödie Schlimmer geht’s nimmer (2006). 2007 folgte der Internationale Independentfilm Operation: Sunrise und ein Jahr später Break unter der Regie von Matthias Olof Eich.
Zu Break entwickelte Patrick das Musikvideo Home Again für Thorsten Engel, dem Komponisten des Films. Neben der Regie und Produktion übernahm er die Rolle des „Gitarristen“. 2008 bis 2009 stand er als Tom Stadlbauer in der Fernsehserie Dahoam is Dahoam vor der Kamera. Im Anschluss übernahm er in der neuen ARD-Vorabendserie Eine für alle – Frauen können’s besser die Rolle des Theo Lemcke. Die Serie wurde nach 100 Folgen eingestellt. Unter anderem war er zu sehen bei der Serie Kanal fatal, Eine wie keine und Aktenzeichen XY … ungelöst.
Im Film Bunker of the Dead 3D übernahm Patrick Jahns 2012 die Hauptrolle „Markus G. Elser“. Bunker of the Dead 3D ist der erste deutsche 3D Actionfilm. Die Regie und Produktion übernahm hier Matthias O. Eich (Break). Patrick Jahns übernahm neben den Stunts auch Teile der Produktion. Der Film wurde 2015 veröffentlicht.
Es folgten weitere Fernsehauftritte und mit Darwin's Law (2018) ein Actionfilm erneut unter der Regie von Matthias Olof Eich.
2018 gab Jahns seinen Ausstieg aus Dahoam is Dahaom bekannt.

## Film und TV
- 2006: „Schlimmer gehts nimmer“ als Michael Feldhofer / Film
- 2007: Jerx – „Home sweet home“ – Musikvideo
- 2007: „Operation: Sunrise“ als Prvt. Kiefer / Film
- 2007: „Ihr Auftrag, Pater Castell“ – Episodenrolle
- 2008: „Break“ als Eric Suttler / Film
- 2008: Thorsten Engel – „Home again“ – Musikvideo
- 2008–2009: „Dahoam is Dahoam“ als Tom Stadlbauer / Serie
- 2008: The Stories – „Rewind“ – Musikvideo
- 2009: „Eine für alle – Frauen können’s besser“ als Theo Lemcke / Serie
- 2010: „Kanal fatal“ als Assistenzarzt Thomas / Serie
- 2010: „Eine wie keine“ als Patrick Schneider / Serie
- 2010: „Aktenzeichen XY … ungelöst“ als Markus / Serie
- 2010: „Der Mann mit dem Fagott“ als Klaus / Film
- 2011: „Herzflimmern – Die Klinik am See“ als Toni Sternleitner / Serie
- 2011: „Audi – Kompetenz im Service“ / Image
- 2012/13: „Bunker of the Dead 3D“ als Markus G. Elser / Film
- 2012: „Aktenzeichen XY … ungelöst“ als Christian Meier in „Kufstein-Schlag“ / Serie
- 2013: „Heiter bis tödlich – Monaco 110“ als Immobilienmakler / Film-Reihe
- 2013: „sport1 – Roadshow Trailer“ / Werbung
- 2014–2015: „Dahoam is Dahoam“ als Tom Stadlbauer / Serie
- 2016: „Darwins Law“ als Eric
- 2017: „Reyes“ als Sye
- 15-17: div. Fernsehauftritte
- 2019: Werbespot von Siemens/Mediamarkt als Media Markt Mitarbeiter
- 2019: „Zimmer mit Stall“ – als Notarzt / Film-Reihe
- 2020: Tame The Abyss - "Black Mold" Musikvideo als Bowling Ace[3]

## Theater
- 2005/06: „Ein Schaf fürs Leben“
- 2006/07: „Romeo und Julia“
- 2007/08: „Die Geschichte vom Löwen …“

## Regie
- 2006: Dr. Norton – Watch myself go blind – Musikvideo
- 2006: „Die Wanze“ – Coccodrillo Theater Regensburg
- 2008: Thorsten Engel – Home Again – Musikvideo
- 2013: Shenaniganz – Salto Mortale – Album Release Teaser
- 2014: Shenaniganz – Supermodels – Musikvideo

## Weitere Tätigkeiten
- 2008: „Break – No Mercy just Pain“ – First Assistant Camera | Stunts
- 2012: „Bunker of the Dead 3D“ – Associate Producer | Stunts
- 2016: „Darwins Law“ – Producer | Stunts

## Synchronsprecher
- 2019: „Hermit – Monster Killer“ – Palle